# Richard Greene
Richard Marius Joseph Greene (n. 25 august 1918, Plymouth, Anglia, Regatul Unit al Marii Britanii și Irlandei – d. 1 iunie 1985, Norfolk, Anglia, Regatul Unit) a fost un actor englez de film și televiziune. Un matinee idol care a apărut în mai mult de 40 de filme, a fost probabil cel mai cunoscut pentru rolul principal din serialul TV britanic The Adventures of Robin Hood (ITV), care a avut 143 de episoade din 1955 până în 1959.

## Filmografie
- Sing As We Go (1934) – Bit
- Four Men and a Prayer (1938) – Geoffrey Leigh
- My Lucky Star (1938) – Larry Taylor
- Submarine Patrol (1938) – Perry Townsend III
- Kentucky (1938) – Jack Dillon
- The Little Princess (1939) – Geoffrey Hamilton
- The Hound of the Baskervilles (1939) – Sir Henry Baskerville
- Stanley and Livingstone (1939) – Gareth Tyce
- Here I Am a Stranger (1939) – David Paulding
- Little Old New York (1940) – Robert Fulton
- I Was an Adventuress (1940) – Paul Vernay
- Flying Fortress (1942) – James "Jim" Spence Jr.
- Unpublished Story (1942) – Bob Randall
- Yellow Canary (1943) – Lieutenant Commander Jim Garrick
- Don't Take It to Heart (1944) – Peter Hayward
- Gaiety George, also known as Showtime (1946) – George Howard
- Forever Amber (1947) – Lord Harry Almsbury
- The Fighting O'Flynn (1949) – Lord Philip Sedgemonth
- The Fan (1949) – Lord Arthur Windermere
- That Dangerous Age or If This Be Sin (1949) – Michael Barcleigh
- Now Barabbas (1949) – Tufnell
- The Desert Hawk (1950) – Omar aka The Desert Hawk
- My Daughter Joy (Operation X) (1950) – Larry
- Shadow of the Eagle (1950) – Count Alexei Orloff
- The Rival of the Empress (1951) – Conte Alexei Orloff
- Lorna Doone (1951) – John Ridd
- The Black Castle (1952) – Sir Ronald Burton, alias Richard Beckett
- Rogue's March (1953) – Capt. Thomas Garron
- The Bandits of Corsica (1953) – Mario / Carlos
- Captain Scarlett (1953) – Capt. Carlos Scarlett
- Contraband Spain  (1955) – Treasury Agent Lee Scott
- Beyond the Curtain (1960) – Capt. Jim Kyle
- Sword of Sherwood Forest (1960) – Robin Hood
- Island of the Lost (1968) – Josh MacRae
- The Blood of Fu Manchu (1968) – Sir Dennis Nayland-Smith
- The Castle of Fu Manchu (1969) – Sir Dennis Nayland-Smith
- Tales from the Crypt (1972) – Ralph Jason (segment 4 "Wish You Were Here")